# Sonthi Boonyaratglin
Sonthi Boonyaratglin (thai: สนธิ บุญยรัตกลิน; Provincia di Pathum Thani, 2 ottobre 1946) è un politico e generale thailandese.
Era comandante in capo del Regio esercito thailandese quando guidò il colpo di Stato del 19 settembre 2006 che pose fine al governo del magnate Thaksin Shinawatra.
Fu quindi a capo della giunta militare nota come Consiglio per la sicurezza nazionale che prese il potere dopo il colpo di Stato e per alcuni giorni governò il Paese fino al 1º ottobre, quando fece nominare primo ministro il generale in pensione Surayud Chulanont.
Nato in una famiglia di origini iraniane, fu il primo comandante in capo dell'esercito di religione islamica nella storia della Thailandia. Dopo il pensionamento avvenuto nel settembre 2007, entrò ufficialmente in politica e divenne uno dei tre vice-primi ministri nel governo di Surayud, come responsabile per la pubblica sicurezza. Conosciuto anche come multimilionario, ricevette critiche per aver avuto due mogli contemporaneamente in un Paese dove la bigamia è proibita.

## Biografia

### Carriera militare
Dopo il diploma alla Regia accademia militare Chulachomklao, nel 1969 intraprese la carriera militare nella fanteria dell'esercito. Divenne il capo di diverse unità militari fra le quali il prestigioso Comando speciale di guerra, incarico che ricevette grazie all'interessamento dei generali Surayud Chulanont e Prem Tinsulanonda.  Sempre con l'appoggio di questi due carismatici militari in pensione e consiglieri di re Rama IX, nell'agosto 2004 fu nominato vice-comandante in capo dell'esercito e nell'ottobre 2005 divenne il comandante in capo. In seguito conseguì la laurea in Scienze politiche all'Università Ramkhamhaeng di Bangkok.

#### Conflitto con Thaksin Shinawatra
Sonthi divenne capo dell'esercito quando da alcuni anni era primo ministro il magnate Thaksin Shinawatra, la cui politica populista e i provvedimenti in favore della popolazione meno abbiente avevano creato un aspro conflitto tra il suo governo e l'élite conservatrice legata alla monarchia e all'esercito. Verso la fine del 2005 il conflitto si aggravò e nei primi mesi del 2006 ebbero inizio le grandi dimostrazioni anti-governative delle camicie gialle dell'Alleanza Popolare per la Democrazia guidate dall'imprenditore Sondhi Limthongkul. Con l'aggravarsi della crisi, nel maggio 2006 Sonthi assicurò che l'esercito non sarebbe intervenuto per normalizzare la situazione.
In quel periodo fu rinviato l'annuale rimpasto dei vertici delle forze armate e Thaksin negò di avere pianificato la sostituzione di Sonthi alla carica di comandante in capo dell'esercito. Sonthi consolidò la propria posizione ordinando il trasferimento di 129 ufficiali dell'esercito vicini alle posizioni di Thaksin.

#### Insurrezione nella Thailandia del Sud
Dopo la nomina a comandante in capo dell'esercito nel 2005, Sonthi espresse ottimismo sulla possibilità di risolvere il problema dell'insurrezione nella Thailandia del Sud e annunciò che l'esercito era informato su chi fossero i ribelli separatisti e avrebbe portato a termine il proprio compito. Gli furono concessi poteri straordinari per riuscire nell'intento,  ma nel settembre 2006 l'esercito dovette ammettere che non sapeva ancora molto sui movimenti separatisti e sui loro membri.. L'aggravarsi della situazione in quel periodo sollevò aspre critiche contro l'esercito.
Sonthi avanzò poi l'ipotesi che ex-membri dell'insurrezione comunista potessero avere delle responsabilità nei disordini che si stavano verificando nel Sud. I governatori delle province interessate espressero scetticismo su tale ipotesi e dalle indagini non emerse alcun legame tra i comunisti e i separatisti. Sonthi fu anche al centro delle critiche relative al rapimento e al brutale pestaggio a cui furono sottoposti due insegnanti, di cui una in seguito morì per i colpi ricevuti dopo essere diventata famosa per le attenzioni che le aveva riservato la famiglia reale quando era in coma..
Nell'agosto 2006, ordigni esplosivi esplosero contemporaneamente in 22 banche nella provincia di Yala, e Sonthi annunciò che avrebbe disatteso le direttive del governo e avrebbe negoziato autonomamente con i ribelli, ammettendo però che ancora non si sapeva chi fossero i capi dell'insurrezione. Il giorno dopo in una conferenza stampa attaccò il governo che lo aveva criticato per aver tentato di portare avanti i negoziati chiedendo che fosse lasciata autonomia ai militari. In seguito i ribelli fecero scoppiare delle bombe in 6 grandi magazzini di Hat Yai, dove fino ad allora non c'erano mai state azioni dei ribelli. L'8 settembre, il vice primo ministro Chitchai Wannasathit e il ministro della Difesa promisero che avrebbero concesso ulteriori poteri per fronteggiare la crisi.
Il 19 settembre ebbe luogo il colpo di Stato guidato da Sonthi contro il governo di Thaksin Shinawatra. Il vice primo ministro responsabile per la sicurezza nazionale Chitchai Wannasathit e il ministro della Difesa furono subito posti agli arresti. Nonostante la situazione nel Sud fosse in seguito ulteriormente peggiorata, nel maggio 2007 Sonthi iniziò il ritiro delle truppe dal Sud, sostituendole con dei volontari di difesa territoriale senza dare spiegazione dei motivi. Nel periodo in cui Sonthi ne era comandante in capo, l'agenzia Human Rights Watch accusò l'esercito thailandese di aver fatto sparire musulmani malay a Sud, sostenendo che il fatto sembrava più frutto di scelte politiche che non di isolati episodi a opera di delinquenti presenti nelle forze armate.

#### Colpo di Stato del 19 settembre 2006
Nel periodo in cui si stava aggravando la crisi politica con le proteste anti-governative dei monarchici, nel febbraio 2006 il leader delle camicie gialle Sondhi Limthongkul chiese a Sonthi che l'esercito intervenisse per risolvere la crisi e questi gli rispose che avrebbe preso in esame la richiesta. A maggio Sonthi fece sapere che non aveva alcuna intenzione di appoggiare le proteste anti-Thaksin.
Il 19 settembre 2006, Sonthi e altri leader delle forze armate guidarono il colpo di Stato che pose fine al governo di Thaksin Shinawatra. La giunta militare che organizzò il golpe prese il nome "Consiglio per la riforma democratica". Carri armati circondarono il palazzo di governo e i militari assunsero il controllo di tutte le emittenti radio-televisive. Thaksin, che era a New York per un incontro alle Nazioni Unite, dichiarò uno stato di emergenza ma il suo discorso televisivo fu interrotto quando i militari occuparono la stazione televisiva stava mandando in onda il messaggio del primo ministro. Furono sciolti il governo, il Parlamento e la Corte costituzionale e Sonthi annunciò che la giunta avrebbe lasciato i poteri nel giro di due settimane. Il giorno dopo il colpo di Stato, il re Rama IX approvò formalmente l'operato dei militari.
Sonthi si pose quindi alla guida della giunta militare nota come Consiglio per la sicurezza nazionale (CSN) che prese il potere dopo il colpo di Stato e fece subito abrogare la Costituzione del 1997, sostituita da una nuova Costituzione provvisoria che i militari avevano già preparata e che fu promulgata da re Bhumibol il 1º ottobre successivo. Quello stesso giorno la giunta cedette l'amministrazione del Paese al nuovo governo guidato dal generale in pensione Surayud Chulanont. Il CSN avrebbe comunque continuato a esercitare la propria influenza sul governo di Chulanont ed ebbe un ruolo centrale nello stilare la Costituzione permanente del 2007. Come previsto dalla Costituzione provvisoria, il CSN si sciolse quando fu promulgata quella permanente il 24 agosto 2007.
Il 27 ottobre 2006, Sonthi fece sapere che i militari stavano preparando il colpo di Stato da diverso tempo e che lui stesso aveva detto apertamente a Thaksin che avrebbe rovesciato il suo governo con un colpo di Stato, contraddicendo i suoi ripetuti annunci con i quali aveva negato la possibilità di un colpo di Stato militare. Con il rimpasto annuale delle forze armate, nel marzo 2007 Sonthi sostituì tutti gli ufficiali di alto grado noti per la loro vicinanza al governo destituito con altri ufficiali di cui aveva fiducia.

#### Nuova costituzione permanente
Nel dicembre 2006 Sonthi tracciò le linee guida per la nuova imminente Costituzione, che comprendevano:
- Il divieto per un primo ministro di rimanere in carica per più di due mandati.
- Il divieto per il governo di continuare ad amministrare il Paese ad interim dopo che il Parlamento era stato dissolto. Il riferimento era al governo di Thaksin, che aveva continuato a esercitare le proprie funzioni ad interim per sette mesi dopo che il Parlamento era stato dissolto in attesa delle nuove elezioni.
- Semplificare le procedure per dare il via ai dibattiti parlamentari sulla sfiducia al governo portando a 100 il numero di parlamentari necessari a promuoverli (su un totale di 500), contro i 200 previsti dalla Costituzione del 1997.

Diede inoltre diversi consigli per la Costituzione, tra i quali:
- Solo il 50% dei senatori dovrebbe essere eletto democraticamente anziché il 100% previsto dalla precedente Costituzione.
- Dovrebbe essere permesso ai politici di cambiare partito in qualsiasi momento, mentre con la vecchia Costituzione ogni candidato al Parlamento deve aver fatto parte dello stesso partito per almeno 90 giorni prima di registrare la propria candidatura.
- Dovrebbe essere vietata la fusione tra partiti, visto che il partito Thai Rak Thai di Thaksin si era rinforzato dopo aver assorbito diversi partiti minori.

Sonthi in seguito negò di voler imporre il proprio volere alla commissione incaricata di stilare la Costituzione, sostenendo che non si poteva obbligarla, ma che la gente doveva sapere come sarebbe stata la nuova Costituzione. Consigliò inoltre che il mandato dei capi delle suddivisioni amministrative tambon e muban fosse portato da 5 a 10 anni, mentre avrebbe dovuto essere ridimensionato il ruolo delle elette organizzazioni amministrative dei tambon.

#### Relazioni con Singapore
Nel 2006, Thaksin Shinawatra aveva venduto le sue azioni dell'azienda di telecomunicazioni Shin Corp alla Temasek Holdings, società d'investimenti di proprietà del governo di Singapore. Con la vendita fu trasferito all'azienda di Singapore anche il controllo di cinque satelliti della Shin Corp tra i quali IPSTAR, a quel tempo il più grande satellite commerciale al mondo, e l'azienda di telefonia mobile AIS. Dopo il colpo di Stato, Sonthi sostenne che a Singapore intercettavano le telefonate riservate dei membri della giunta militare, tesi che fu smentita dai responsabili dell'AIS e dei satelliti Shin. Nel febbraio 2007, Sonthi promise che avrebbe riportato in Thailandia la proprietà della Shin Corp. Un portavoce del CNS disse a febbraio in un'intervista che sarebbe stato un problema per il Paese se le telecomunicazioni fossero rimaste in mano ai privati.

#### Altre controversie
Nel gennaio 2007, Sonthi approvò il finanziamento di 12 milioni di baht per una segreta campagna atta a screditare Thaksin a cui aderirono politici che erano stati all'opposizione nel periodo in cui Thaksin era a capo del governo e alcuni accademici. A maggio esplose una bomba subito fuori del Palazzo Chitralada (la residenza del re) e Sonthi dichiarò che dietro all'attentato vi era il "vecchio gruppo di potere", senza citare alcuna prova a sostegno della dichiarazione. Quello stesso mese fece sapere che diversi alti funzionari della pubblica amministrazione gli avevano offerto tra i 40 e i 100 milioni di baht per avere una promozione al lavoro, sostenendo che questa era stata una pratica comune durante il governo di Thaksin. Fu in seguito indagato per non aver denunciato questi funzionari.
Vi furono crescenti critiche al governo di Surayud e nel marzo 2007 il leader di un gruppo affiliato all'Alleanza Popolare per la Democrazia chiese formalmente a Sonthi che i militari rimuovessero Surayud dalla carica di primo ministro e dichiarò che Sonthi gli aveva risposto che avrebbe preso in considerazione la richiesta. Quest'ultimo in seguito dichiarò che non aveva alcuna intenzione di appoggiare gli attivisti anti-governativi. A maggio Sonthi ammonì diversi colonnisti e dirigenti di quotidiani nazionali a riportare le notizie correttamente dopo aver notato che le critiche sui giornali di quanto succedeva erano diverse tra loro, mettendo in chiaro che esigeva resoconti uniformi della stampa. Il 30 maggio la Corte costituzionale sciolse il Partito Thai Rak Thai di Thaksin e bandì per 5 anni 100 dei suoi dirigenti dalla vita politica. In mattinata Sonthi aveva incontrato uno dei giudici della Corte costituzionale e in seguito negò di aver esercitato la propria influenza sul tribunale a riguardo della sentenza.

### Pensionamento e carriera politica
Vi furono diffuse speculazioni sul fatto che Sonthi avrebbe mantenuto il potere anche dopo il pensionamento nel settembre 2007 presentandosi candidato alle imminenti elezioni. Nonostante avesse promesso di non voler emulare il generale Suchinda Kraprayoon, scelto come primo ministro dopo le elezioni del 1992 e dopo aver guidato il colpo di Stato del 1991, nel marzo 2007 Sonthi disse che era un patriota e avrebbe fatto di tutto per aiutare il Paese, e che comunque non sarebbe spettata a lui solo la decisione di diventare primo ministro. Nel giugno successivo accennò a dei progetti per la sua entrata in politica dopo il pensionamento e non negò l'ipotesi che un nuovo partito politico avrebbe potuto essere creato appositamente per lui. Il giorno dopo un gruppo di politici anti-Thaksin fondò Ruam Jai Thai (Unità Thai), un nuovo partito filo-militare.
In quel periodo Sonthi presiedette assieme al primo ministro Chulayud diverse riunioni di governo. Viaggiò inoltre in diverse province per convincere gli amministratori locali a rompere i contatti con Thaksin e i suoi alleati, promettendo che sotto il proprio governo sarebbero stati trattati meglio. Secondo alcune fonti, Sonthi aveva intenzione di candidarsi al Parlamento nella circoscrizione di Lopburi. Il generale e suo consigliere Pallop Pinmanee, direttore del Comando operazioni per la sicurezza interna, fu incaricato di organizzare in quella città una base di supporto per la sua candidatura. Personale militare fu inoltre inviato nelle province del nord e del nord-est del Paese, roccaforti del partito Thai Rak Thai di Thaksin, per indurre i politici locali a rompere le alleanze con i partiti vicini all'ex primo ministro e a unirsi a quelli appoggiati dai militari. La sua potenziale entrata in politica fu ritenuta prematura da diversi leader politici ma fu auspicata dal segretario generale del conservatore Partito Democratico Suthep Thaugsuban, il quale fece sapere che Sonthi sarebbe stato benvenuto nelle file del suo partito.

Sonthi diede le dimissioni da comandante in capo dell'esercito il 30 settembre 2007 e al suo posto fu nominato il generale Anupong Paochinda. Il giorno dopo lasciò anche la carica di presidente del Consiglio per la sicurezza nazionale e fu nominato vice-primo ministro nel governo di Surayud Chulanont con l'incarico di presiedere alla pubblica sicurezza. Dopo le elezioni del dicembre 2007 ebbe fine la dittatura militare e venne formato un governo di coalizione guidato dal Partito del Potere Popolare – alleato di Thaksin – il cui leader Samak Sundaravej fu nominato primo ministro nel gennaio 2008.
Nel novembre 2009, Sonthi si unì a Phak Matubhum (Partito della Patria) – un piccolo partito i cui membri erano soprattutto musulmani – e subito gli fu assegnata la carica di presidente. Annunciò che sotto la sua guida il partito sarebbe stato neutrale nel conflitto tra le camicie rosse pro-Thaksin del Fronte Unito per la Democrazia contro la Dittatura e quelle gialle conservatrici dell'Alleanza Popolare per la Democrazia e si sarebbe impegnato per la riconciliazione tra il governo e i separatisti musulmani della Thailandia del Sud.
Alle elezioni del 2011 Matubhum conquistò due seggi in una circoscrizione della provincia di Pattani e Sonthi fu uno dei due deputati eletti. Il partito entrò nell'opposizione al governo di Yingluck Shinawatra, sorella di Thaksin, e venne sciolto il 27 dicembre 2018. Quello stesso anno Sonthi fu nominato capo-consulente di Chart Thai Pattana, partito con roccaforte nelle province a maggioranza musulmana della Thailandia del Sud e con il programma di risolvere i problemi sociali di quelle zone e soprattutto di porre fine alle violenze legate all'insurrezione che per lungo tempo le ha afflitte.